# Fünf Kleeblad'ln

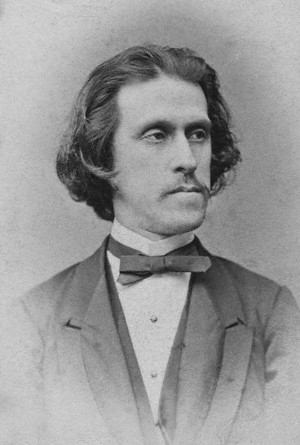
Josef Strauss (1827-1870)

Fünf Kleeblad'ln (Trifoglio a cinque foglie) è un valzer di Josef Strauss, composto nel 1857.

## Storia
A Vienna, nella festa del Santo patrono locale, c'era sempre una grande attività nel Casinò Ungers nel sobborgo di Herning. Questa struttura molto spaziosa si trovava nel attuale posizione della stazione della metropolitana U6 Alserstraße. Ogni anno, qui si svolgeva una festa allegra, e nei giorni di Johann Strauss I, l'orchestra Strauss suonava i suoi pezzi più recenti, tra cui alcuni valzer divertenti, soprattutto composti per questo evento. Il pubblico, formato da industriali e da uomini d'affari con le loro famiglie, così come dai nobili con le loro mogli, non era interessato ai valzer di concerto. Volevano ascoltare melodie piacevoli e la musica che galleggiava sopra la sala generalmente sovraffollata doveva avere un sapore locale e tradizionale, con elementi folcloristici provenienti da Vienna e dalla regione del Austria Inferiore. Questa aspettativa fu soddisfatta volentieri dai membri della famiglia Strauss, cioè dal padre così come i suoi figli Johann e Josef. La festa del Santo patrono locale del 1857, fu celebrata il 31 agosto nel Casinò Ungers con un grande ballo.
Strauss aveva preparato un valzer in cinque parti intitolato "Fünf Kleeblad'ln". La composizione, mantenuta in Ländler-Style, venne ben accolta dal pubblico. Il 2 settembre 1857, il giornale Theaterzeitung riferì che «la meravigliosa Ländler e la Steeplechase-polka (op. 43), che erano state presentate in anteprima, dovettero essere ripetute più volte. Circa 2000 persone avevano ballato al Ungers Casinò quella notte. Esse non se ne andarono fino a circa le 3 di mattino, stanche, ma felici di aver trascorso una piacevole serata».